# Alfonso Humberto Robles Cota
Alfonso Humberto Robles Cota (* 30. Oktober 1931 in Los Mochis; † 5. Januar 2017 in Guadalajara) war ein mexikanischer Geistlicher und römisch-katholischer Bischof von Tepic.

## Leben
Alfonso Humberto Robles Cota empfing am 30. Oktober 1955 das Sakrament der Priesterweihe.
Papst Johannes Paul II. ernannte ihn am 12. Januar 1981 zum Bischof von Tepic. Der Apostolische Delegat in Mexiko, Erzbischof Girolamo Prigione, spendete ihm am 1. März desselben Jahres die Bischofsweihe; Mitkonsekratoren waren Luis Rojas Mena, Bischof von Culiacán, und Adolfo Antonio Suárez Rivera, Bischof von Tlalnepantla.
Am 21. Februar 2008 nahm Papst Benedikt XVI. sein aus Altersgründen vorgebrachtes Rücktrittsgesuch an.